# Cottens, Fribourg
Cottens är en ort och kommun i distriktet Sarine i kantonen Fribourg, Schweiz. Kommunen hade 1 508 invånare (2023).